# Neocucumis
Genre
Neocucumis est un genre d'holothuries (concombres de mer) de la famille des Cucumariidae. 

## Liste des espèces
Selon World Register of Marine Species (1 mars 2015) :
- Neocucumis atlanticus (Ludwig & Heding, 1935)
- Neocucumis cauda O'Loughlin & O'Hara, 1992
- Neocucumis doelahensis Heding & Panning, 1954
- Neocucumis kilburni Rajpal & Thandar, 1998
- Neocucumis marionii (Marenzeller von, 1877)
- Neocucumis panamensis Heding & Panning, 1954
- Neocucumis sagamiensis (Ohshima, 1915)
- Neocucumis sordidatus (Sluiter, 1901)
- Neocucumis veleronis (Deichmann, 1941)
- Neocucumis watasei (Ohshima, 1915)